# Toshima
Toshima (十島村 Toshima-mura?) es una villa en la prefectura de Kagoshima, Japón, localizada en las islas Tokara, al sur de la isla de Kyūshū. Tenía una población estimada de 761 habitantes el 1 de marzo de 2021 y una densidad de población de 8 personas por km².

## Geografía
Toshima está localizado en las islas Tokara, en la parte central de las islas Satsunan, que forma la parte norte de las islas Ryūkyū. La villa incluye las islas habitadas de Kuchinoshima, Nakanoshima, Suwanosejima, Akusekijima, Tairajima, Kodakarajima y Takarajima y varias islas deshabitadas, entre ellas Gajajima, Kogajajima y Yokoatejima.

## Demografía
Según los datos del censo japonés, la población de Toshima disminuyó rápidamente en los últimos 60 años, pero se está recuperando en los últimos años.
| Gráfica de evolución demográfica de Toshima entre 1950 y 2015 |
|                                                               |
| Oficina de Estadística de Japón                               |